# Micropsectra angorensis
Micropsectra angorensis är en tvåvingeart som beskrevs av Jean-Jacques Kieffer 1918. Micropsectra angorensis ingår i släktet Micropsectra och familjen fjädermyggor.
Artens utbredningsområde är Turkiet. Inga underarter finns listade i Catalogue of Life.